# Organizarea administrativă a Mexicului
Statele Unite Mexicane (spaniolă :Estados Unidos Mexicanos) sunt o republică federală alcătuită din punct de vedere administrativ din 32 de entități federale (spaniolă :entidades federativas), 31 de state și un district federal.
Conform Constituției din 1917, statele federației sunt libere și suverane.  Fiecare stat are propriul congres și constituție, iar Districtul Federal are o autonomie limitată, având un Congres local și un guvern. Teritoriul Districtul Federal, cunoscut și ca Ciudad de México, servește drept capitală națională.

## Entități federale

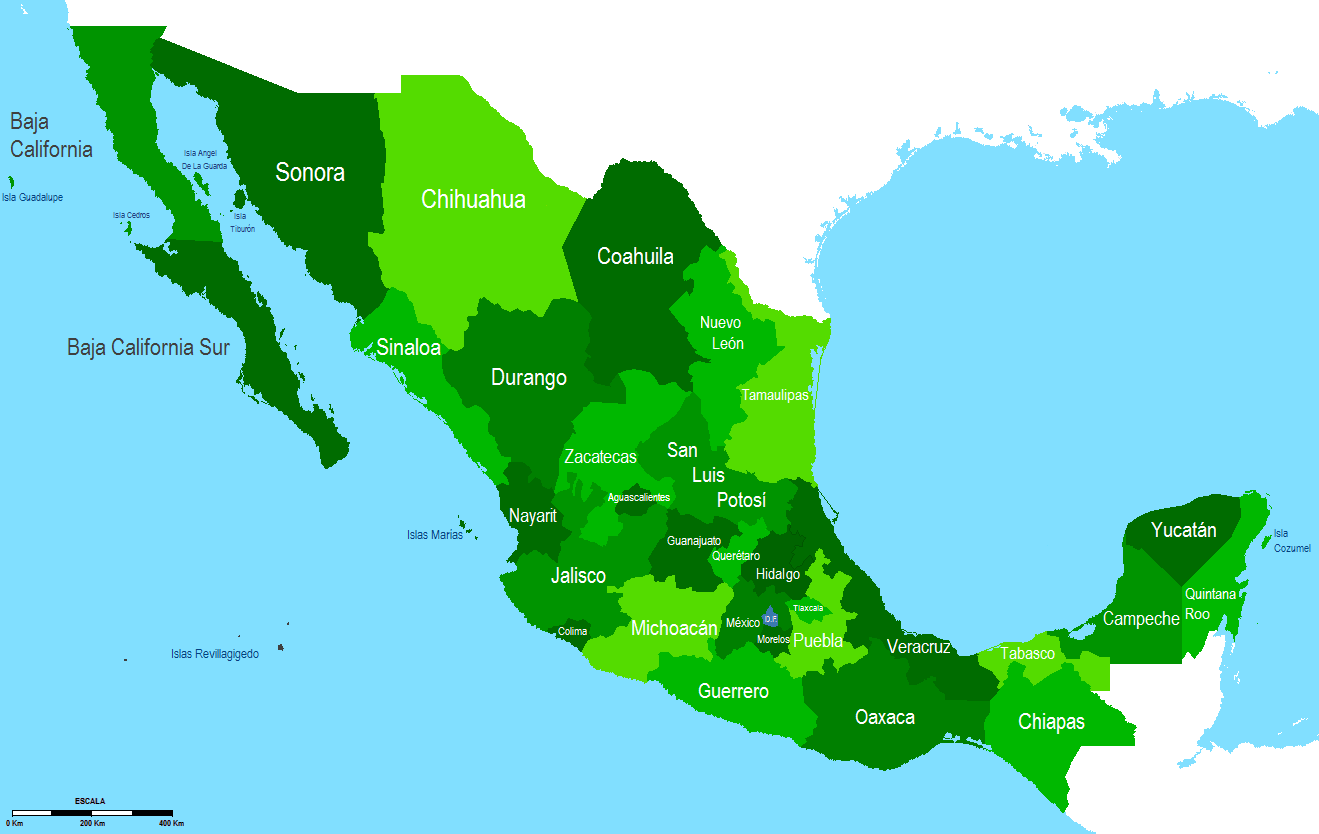
Entități federale ale Mexicului

### Districtul Federal
| Entitate         | Nume oficial     | Drapel | Suprafață | Populație (2010) | Data înființării |
| ---------------- | ---------------- | ------ | --------- | ---------------- | ---------------- |
| Ciudad de México | Distrito Federal |        | 1.485 km2 | 8.720.916        | 18-11-1819       |

### State
| Stat                | Nume oficial Estado Libre y Soberano de | Drapel | Capitala                  | Cel mai mare oraș         | Suprafață   | Populație (2010) | Ordine primirii în Federație | Data primirii în Federație |
| ------------------- | --------------------------------------- | ------ | ------------------------- | ------------------------- | ----------- | ---------------- | ---------------------------- | -------------------------- |
| Aguascalientes      | Aguascalientes                          |        | Aguascalientes            | Aguascalientes            | 5.618 km2   | 1.184.996        | 24                           | 1857-02-05                 |
| Baja California     | Baja California                         |        | Mexicali                  | Tijuana                   | 71.446 km2  | 3.155.070        | 29                           | 1952-01-16                 |
| Baja California Sur | Baja California Sur                     |        | La Paz                    | La Paz                    | 73.922 km2  | 637.026          | 31                           | 1974-10-08                 |
| Campeche            | Campeche                                |        | San Francisco de Campeche | San Francisco de Campeche | 57.924 km2  | 822.441          | 25                           | 1863-04-29                 |
| Chiapas             | Chiapas                                 |        | Tuxtla Gutiérrez          | Tuxtla Gutiérrez          | 73.289 km2  | 4.796.580        | 19                           | 1824-09-14                 |
| Chihuahua           | Chihuahua                               |        | Chihuahua                 | Ciudad Juárez             | 247.455 km2 | 3,406,465        | 18                           | 1824-07-06                 |
| Coahuila1 4         | Coahuila de Zaragoza                    |        | Saltillo                  | Torreón                   | 151.563 km2 | 2,748,391        | 16                           | 1824-05-07                 |
| Colima6             | Colima                                  |        | Colima                    | Manzanillo                | 5.625 km2   | 650,555          | 23                           | 1856-09-12                 |
| Durango             | Durango                                 |        | Victoria de Durango       | Victoria de Durango       | 123.451 km2 | 1,632,934        | 17                           | 1824-05-22                 |
| Guanajuato          | Guanajuato                              |        | Guanajuato                | León                      | 30.608 km2  | 5,486,372        | 2                            | 1823-12-20                 |
| Guerrero            | Guerrero                                |        | Chilpancingo de los Bravo | Acapulco                  | 63.621 km2  | 3,388,768        | 21                           | 1849-10-27                 |
| Hidalgo             | Hidalgo                                 |        | Pachuca                   | Pachuca                   | 20.846 km2  | 2,665,018        | 26                           | 1869-01-16                 |
| Jalisco             | Jalisco                                 |        | Guadalajara               | Guadalajara               | 78.599 km2  | 7,350,682        | 9                            | 1823-12-23                 |
| México              | México                                  |        | Toluca de Lerdo           | Ecatepec de Morelos       | 22.357 km2  | 15,175,862       | 1                            | 1823-12-20                 |
| Michoacán           | Michoacán de Ocampo                     |        | Morelia                   | Morelia                   | 58.643 km2  | 4,351,037        | 5                            | 1823-12-22                 |
| Morelos             | Morelos                                 |        | Cuernavaca                | Cuernavaca                | 4.893 km2   | 1,777,227        | 27                           | 1869-04-17                 |
| Nayarit             | Nayarit                                 |        | Tepic                     | Tepic                     | 27.815 km2  | 1,084,979        | 28                           | 1917-01-26                 |
| Nuevo León4         | Nuevo León                              |        | Monterrey                 | Monterrey                 | 64.220 km2  | 4,653,458        | 15                           | 1824-05-07                 |
| Oaxaca              | Oaxaca                                  |        | Oaxaca de Juárez          | Oaxaca de Juárez          | 93.793 km2  | 3,801,962        | 3                            | 1823-12-21                 |
| Puebla              | Puebla                                  |        | Puebla de Zaragoza        | Puebla de Zaragoza        | 34.290 km2  | 5,779,829        | 4                            | 1823-12-21                 |
| Querétaro           | Querétaro de Arteaga                    |        | Santiago de Querétaro     | Santiago de Querétaro     | 11.684 km2  | 1,827,937        | 11                           | 1823-12-23                 |
| Quintana Roo        | Quintana Roo                            |        | Chetumal                  | Cancún                    | 42.361 km2  | 1,325,578        | 30                           | 1974-10-08                 |
| San Luis Potosí     | San Luis Potosí                         |        | San Luis Potosí           | San Luis Potosí           | 60.983 km2  | 2,585,518        | 6                            | 1823-12-22                 |
| Sinaloa             | Sinaloa                                 |        | Culiacán                  | Culiacán                  | 57.377 km2  | 2,767,761        | 20                           | 1830-10-14                 |
| Sonora2             | Sonora                                  |        | Hermosillo                | Hermosillo                | 179.503 km2 | 2,662,480        | 12                           | 1824-01-10                 |
| Tabasco5            | Tabasco                                 |        | Villahermosa              | Villahermosa              | 24.738 km2  | 2,238,603        | 13                           | 1824-02-07                 |
| Tamaulipas4         | Tamaulipas                              |        | Ciudad Victoria           | Reynosa                   | 80.175 km2  | 3,268,554        | 14                           | 1824-02-07                 |
| Tlaxcala            | Tlaxcala                                |        | Tlaxcala                  | Vicente Guerrero          | 3.991 km2   | 1,169,936        | 22                           | 1856-12-09                 |
| Veracruz            | Veracruz de Ignacio de la Llave         |        | Xalapa                    | Veracruz                  | 71.820 km2  | 7,643,194        | 7                            | 1823-12-22                 |
| Yucatán3            | Yucatán                                 |        | Mérida                    | Mérida                    | 39.612 km2  | 1,955,577        | 8                            | 1823-12-23                 |
| Zacatecas           | Zacatecas                               |        | Zacatecas                 | Zacatecas                 | 75.539 km2  | 1,490,668        | 10                           | 1823-12-23                 |

Note:
1. A devenit parte a federației cu numele de Coahuila y Texas.
2. A devenit parte a federației cu numele de Estado de Occidente de asemenea cunoscută și cu numele de Sonora y Sinaloa.
3. A devenit parte a federației cu numele de República Federada de Yucatán[19] și a fost formată din statele Yucatan, Campeche și Quintana Roo. A devenit independent în 1841 constituind cea de a doua Republică a Yucatánului și arevenit în cadrul federației în 1848.
4. Statele Nuevo León, Tamaulipas și Coahuila au devenit independente de facto în 1840 pentru a forma República del Río Grande; acestea nu si-au consolidat independența deoarece forțele pro-independență au fost învinse de cele pentru unitate.[20]
5. Statul Tabasco și-a declarat independeța față de Mexic de două ori, prima dată la 13 februarie 1841, reintrând în federație la 2 decembrie 1842 și a doua oară în 9 noiembrie 1846 de această dată revenind la 8 decembrie.
6. Include și Insulele Revillagigedo, ce sunt administrate la nivel federal.